# Immeuble Zherebtsova
L'immeuble Zherebtsova (également connu sous le nom de manoir de Gagarina) est un immeuble d'appartements (anciennement un hôtel particulier), construit à la fin du XVIIIe siècle par l'architecte Giacomo Quarenghi. Le bâtiment, entièrement reconstruit dans les années 1860 par l'architecte Fontana, est situé à Saint-Pétersbourg à l'angle du Quai du Palais et de la rue Millionnaïa.

## Histoire
En 1712, le terrain appartenait à Alexandre Kikine. Le 17 mars 1718, Kikine fut exécuté. Sur les parcelles adjacentes se trouvaient la maison du chef cuisinier Johann Felten et le manoir du prince Vassili Dolgorukov. En 1760, ces parcelles furent achetées par Ivan Betskoï, qui construisit un manoir. Après sa mort  en 1795, tous ses biens passèrent à sa fille.
En 1798, Paul Ier acheta la maison du sénateur Piotr Lopoukhine. Sa fille Anna Lopukhina a épousé le prince Pavel Gavrilovitch Gagarine. En 1840, Gagarine était propriétaire des trois parcelles. En 1860-1863, l'architecte Fontana reconstruisit la maison, l'agrandit et l'adapte en immeuble d'habitation. La maîtresse de maison était Natalya Pavlovna Zherebtsova, née princesse Gagarine (1837-1905). Il est à noter que Fontana lui-même vivait également dans cette maison. Dans les années 1910, la maison abritait l'ambassade du Danemark. De 1913 à 1917 la maison abritait la Société impériale russe de l'automobile, dont le président honoraire était le grand-duc Mikhaïl Alexandrovitch.

## Description
La façade face au quai est conçue dans le style baroque. La façade de la rue Millionnaïa est éclectique. Sur le parement en granit du quai près du palais se trouve une plaque commémorative indiquant : « 1766 ».